# Archidendron bigeminum
Archidendron bigeminum är en ärtväxtart som först beskrevs av Carl von Linné, och fick sitt nu gällande namn av Ivan Christian Nielsen. Archidendron bigeminum ingår i släktet Archidendron och familjen ärtväxter. IUCN kategoriserar arten globalt som sårbar. Inga underarter finns listade i Catalogue of Life.

## Bildgalleri

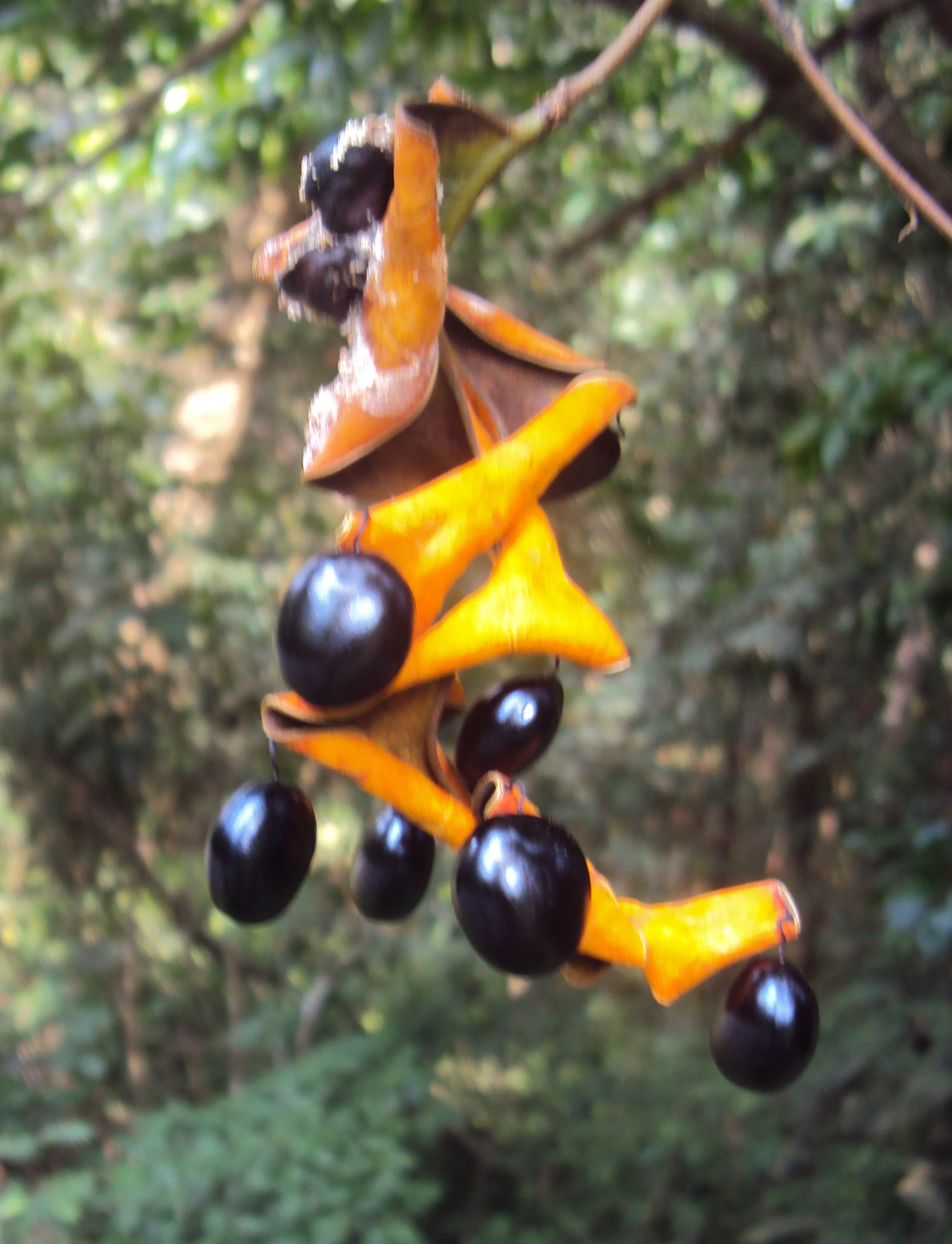
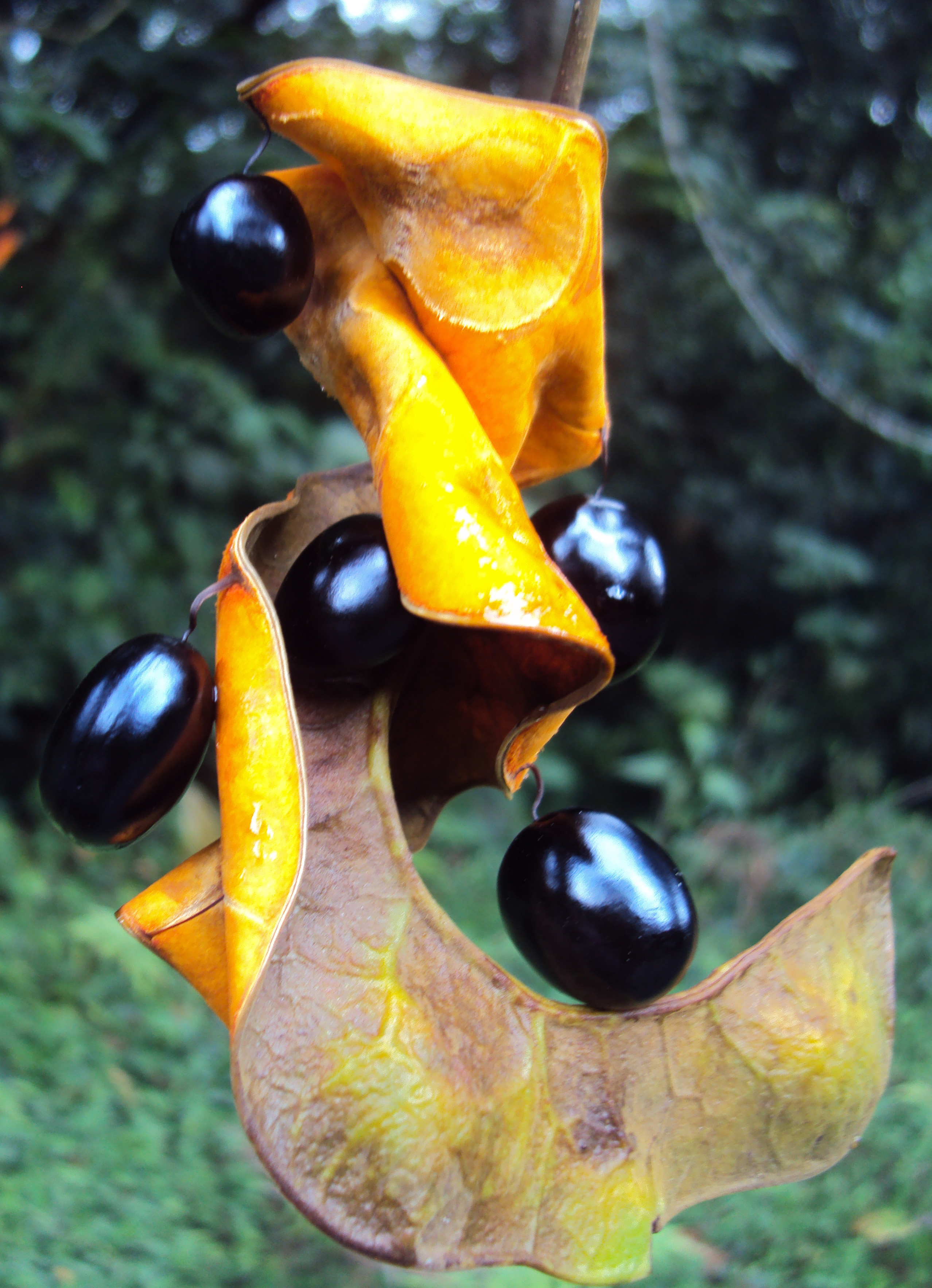